# 162P/Siding Spring
162P/Siding Spring, komet Halleyjeve vrste, objekt blizu Zemlji. 